# Iranxe Manoki
Gli Iranxe Manoki sono un gruppo etnico del Brasile che ha una popolazione stimata in circa 258 individui. Parlano la lingua Irantxe (D: Munku-IRA01) e sono principalmente di fede animista.
Vivono nello Stato brasiliano del Mato Grosso, sul Rio Cravari. Si autodefiniscono con il nome di "Münkü". Molti dei componenti di questa etnia usano il portoghese come seconda lingua.